# Ksenija Pajčin
Ksenija "Xenia" Pajčin (Beograd, 3. prosinca 1977. – Beograd, 16. ožujka 2010.) bila je srpska pop pjevačica i plesačica.

## Karijera
Osnovnu školu završila je u Beogradu, kao i srednju ekonomsku. Karijeru je započela kao plesačica u diskotekama. Potom je postala članica grupe "The Duck". S hitom "Dačo, volim te" grupa je postigla popularnost među mlađom publikom širom Srbije, a Ksenija je skrenula pažnju na sebe. Marija Mihajlović je pjevala za njihov prvi album, dok je Ksenija samo otvarala usta. Ksenija karijeru nastavlja snimivši svoj prvi od dva albuma “Ksenija” s popularnom pjesmom “Sviđa mi se on”. Bila je vlasnica plesne škole u Beogradu. Jedno razdoblje svoga života provela je u Grčkoj, radeći kao plesačica u poznatim tamošnjim noćnim klubovima, pa je bila dobro prihvaćena od strane grčke publike.
2000. - tih godina Ksenijina karijera kreće uzlaznom putanjom: uskoro izdaje hit pjesmu "Dečko mi je umoran" koja se rado slušala i u Hrvatskoj, a ubrzo za njom izbacuje na tržište dvosmislenu pjesmu po kojoj će je vjerojatno brojni pamtiti - "Pizza (Pica)". Snimila je nekoliko dueta sa svojim kolegama na estradi kao što su pjesme "Hajde sestro" s Indirom Radić, "Požuri" s MC Stojanom, "Supica" s Danijelom Alibabićem itd. Ostat će zapamćena i po energičnim video spotovima punim seksipila.
Okušala se i u glumi kao sestra u seriji Naša mala klinika (srpska verzija), te kao voditeljica u nekim srpskim talk - emisijama.
Ksenija Pajčin slovila je za jednu od najseksipilnijih javnih osoba u Srbiji i zbog toga je vrlo često bila tema raznoraznih estradnih “glasina”.

## Najuspješniji hitovi
- Dačo, volim te (1995.)
- Sviđa mi se on (1998.)
- Xenia je tu (2001.)
- Škorpija (2004.)
- Magije (2004.)
- Neven (2004.)
- Dečko mi je umoran (2006.)
- Pizza (2008.)
- Hajde sestro ft. Indira Radić (2008.)
- Brka (2009.)

## Smrt
Dana 16. ožujka 2010. Ksenija je pronađena mrtva u svom stanu u Beogradu. Pokraj nje ležao je leš deset godina mlađeg đečka Filipa Kapisode. Policijskim očevidom utvrđeno je da je Filip ubio Kseniju, a potom i sebe vjerojatno iz ljubomore ili zbog činjenice da je izvršila pobačaj bez njegovog znanja, no to su samo nagađanja. 